# 索泽沃塞
索泽沃塞（法語：Sauzé-Vaussais，法語發音：[soze vosɛ]）是法国德塞夫勒省的一个市镇，属于尼奥尔区。

## 地理
索泽沃塞（46°8'7"N, 0°6'18"E）面积19.08 平方千米，位于法国新阿基坦大区德塞夫勒省，该省份为法国西部内陆省份，北起曼恩-卢瓦尔省，西接旺代省，南至夏朗德省和滨海夏朗德省，东临维埃纳省。
与索泽沃塞接壤的市镇（或旧市镇、城区）包括：隆迪尼、蒙让、拉沙佩勒普尤、利马隆日、洛里涅。

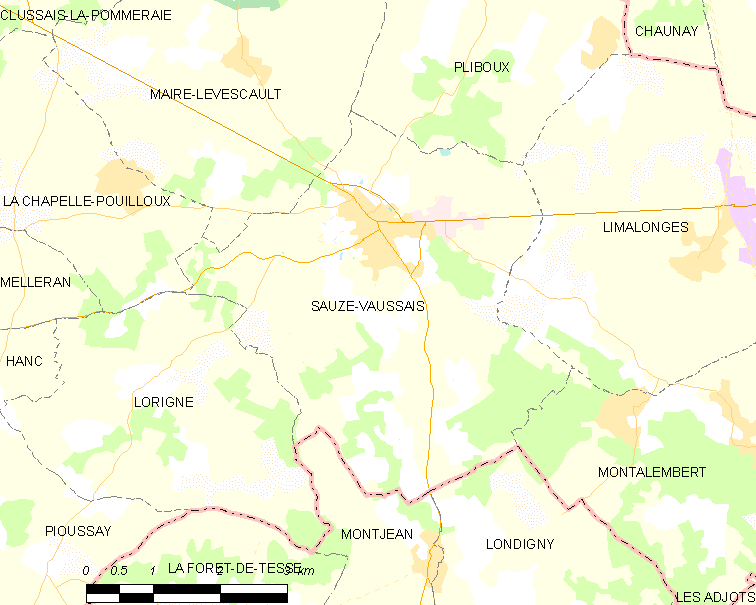
索泽沃塞的OSM定位图

索泽沃塞的时区为UTC+01:00、UTC+02:00（夏令时）。

## 行政
索泽沃塞的邮政编码为79190，INSEE市镇编码为79307。

## 政治
索泽沃塞所属的省级选区为梅勒县。

## 人口

1962-2008年间索泽沃塞人口变化图示

索泽沃塞于2022年1月1日时的人口数量为1497人。